# Armand Massard

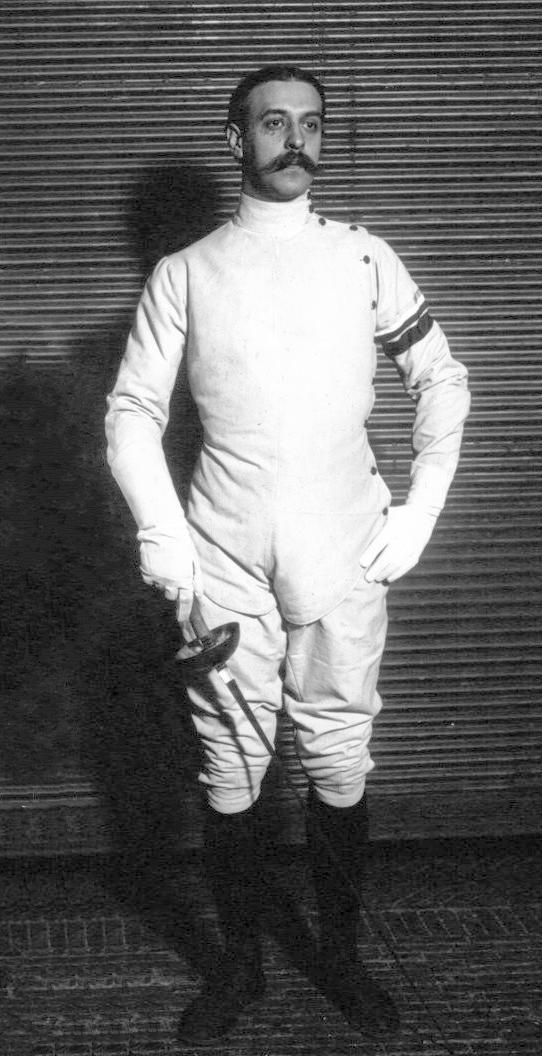
Armand Massard (1911)

Armand Émile Nicolas Massard (* 1. Dezember 1884 in Paris; † 8. April 1971 ebenda) war ein französischer Degenfechter.
Bei den Olympischen Spielen 1920 in Antwerpen gewann er im Degen-Wettbewerb die Goldmedaille, zusammen mit der französischen Degenmannschaft erkämpfte er die Bronzemedaille.
Eine dritte olympische Medaille gewann Massard 1928 bei den Olympischen Spielen in Amsterdam, wo er mit der französischen Degenmannschaft bis ins Finale vordrang, dort aber dann der Mannschaft aus Italien unterlag.
Nach seiner aktiven Karriere als Fechter begann Massard eine Laufbahn als Sportfunktionär. Er bekleidete das Amt des Präsidenten des Nationalen Olympischen Komitees für Frankreich und war zeitweilig Vizepräsident des Internationalen Olympischen Komitees. Zudem war er von 1943 bis 1945 Präsident der Fédération Française d’Escrime.